# O2 Filmes
A O2 Filmes é uma produtora independente brasileira, responsável por filmes conhecidos internacionalmente, como Cidade de Deus, dirigido por Fernando Meirelles, e Blindness, do mesmo diretor, adaptação cinematográfica do romance Ensaio Sobre a Cegueira, de José Saramago.
A empresa possui uma distribuidora de filmes, a O2 Play.

## Histórico

### Anos 1990-2010
No término dos estudos, os paulistanos Fernando Meirelles e Paulo Morelli formaram junto com alguns amigos a produtora Olhar Eletrônico, que ajudou a televisão brasileira nos anos 80 a produção audiovisual brasileira. Ficaram por 10 anos produzindo séries de televisão como Antenas e Rá-Tim-Bum. Da televisão, foi para a publicidade, e depois da saída de alguns sócios, a produtora se transformou na O2 Filmes.
A O2 Filmes iniciou as atividades em 1992 trabalha com agências nacionais e internacionais criando propagandas.
Até 2014, criou mais de 2.000 trabalhos publicitários e produziu oito longa-metragens, oito curtas, além de séries da Globo e da HBO, vídeoclipes, documentários e produções internacionais.
Possui escritórios no Rio de Janeiro e São Paulo com uma infra-estrutura completa. Nela possui estúdios, equipamentos de câmera e iluminação, departamento de elenco, um departamento jurídico e serviços de pós-produção, incluindo departamento de computação gráfica.
Vinte e quatro diretores estão fixos na empresa e produzem mais de trezentos comerciais por ano. Os sócios principais da O2 Filmes são os diretores Fernando Meirelles e Paulo Morelli e a produtora Andrea Barata Ribeiro.
Em abril de 2007, a revista Visionaire afirmou que a O2 Filmes é uma das maiores produtoras de cinema do mundo, ao lado da Belladonna Productions, de Nova Iorque e da Film4, de Londres. É única produtora brasileira a estar na seleção oficial. A Variety também ouviu inúmeros correspondentes do mundo todo para escolher as cinquenta mulheres mais influentes no mundo do entretenimento, dividindo a lista em dez categorias e com cinco representantes cada. Andrea, a sócia da O2 Filmes, apareceu na lista das produtoras mais influentes no mundo do entretenimento, do lado da produtora de Steven Spielberg, Kathleen Kennedy. A revista a destaca pela produção Cidade de Deus, e pelos contratos novos da Globo e da HBO, além de estar à frente da produção de vários longas.

### Anos 2020
Em 2021 iniciou um acordo de dois anos para distribuir filmes com a Breaking Glass Pictures.

## Produções
- 7 Prisioneiros (filme) (2021)
- Manhãs de Setembro (série) (2021)
- Segunda Chamada (Série) (2019)
- Assédio (série) (2019)
- Vade Retro (2017) (série)
- O Farol, música de Ivete Sangalo (2016)
- Carrossel: O Filme (2015)
- Felizes para Sempre? (2014) (minissérie)
- Trash - A Esperança vem do Lixo (2014)
- A Busca (2013)
- Xingu (2012)
- Destino (2012) - Destino: São Paulo, Destino: Rio de Janeiro, Destino: Salvador[15][16][17]
- Nós 3 (2011)
- VIPs (2011)
- À Deriva (2009)
- Som & Fúria (2009) (minissérie)
- Filhos do Carnaval (2009) - (2ª temporada)
- Ensaio sobre a Cegueira (2008) (coprodutora)
- O Banheiro do Papa (2008)
- Cidade dos Homens (2007)
- Não por Acaso (2007)
- Filhos do Carnaval (2006)
- Antônia (2006) (série)
- Viva Voz (2004)
- Contra Todos (2004)
- Cidade dos Homens (2002 - 2005) (série)
- Cidade de Deus (2002)
- Domésticas (2001)
- Palace II (2001) (curta-metragem)
- E no meio passa um trem (1997) (curta-metragem)

## O2 Play
A O2 Play é a distribuidora de filmes da O2 Filmes criada em 2013. Em agosto de 2021, lançou um novo site e uma ferramenta digital para a auto-distribuição de filmes. No lançamento, foi informado que dentre os interessados pela proposta estavam Amazon Prime, iTunes, Google Play, Apple+ e Now. Segundo Igor Kupstas, diretor da O2 Play, "a ideia é facilitar. Facilitar o acesso que a O2 Play tem com várias plataformas, facilitar o acesso dos produtores conosco através do nosso site e facilitar que os produtores tenham o seu conteúdo sendo ofertado (...) Temos acesso direto a muitas plataformas: ou seja, nós somos os curadores. Claro que precisamos seguir uma linha editorial diferente para cada uma, seguindo suas regras. A Amazon, infelizmente, parou de aceitar documentários, por exemplo (...) Nossa expectativa é ajudar e incentivar os criadores de conteúdo independentes a colocarem suas obras nas prateleiras de forma menos burocrática e mais ampla, com mais modelos de negócios e serviços."
Ainda em agosto de 2021, a O2 Play iniciou um acordo para distribuir quatro filmes no Disney+: Orlamundo, A Turma do Pererê.doc, Paratodos e Traço Livre.
Até outubro de 2021, a distribuidora lançou mais de 50 filmes. No mesmo mês, compra cinco filmes para distribuir nos cinemas e no streaming, eles foram produzidos pela Raça Ruim Filmes, produtora do Maranhão conhecida pelo sucesso regional Muleque Té Doido!.